# Alfred Novello
Joseph Alfred Novello (12 de agosto de 1810 - 17 de julio de 1896) fue un editor de música inglés. Era el hijo mayor de Vincent Novello y el creador de Novello and Company Ltd como una fuerza revolucionaria en la edición de música.

## Biografía
J. Alfred Novello nació en Londres, el hijo mayor del famoso organista y compositor Vincent Novello, quien fue padre de once hijos; dos murieron en la infancia, dos sobrevivieron la infancia pero murieron en la niñez, y un hijo falleció en la juventud temprana. Un hijo y cinco hijas sobrevivieron para continuar con la tradición musical familiar. En 1811, Vincent Novello fundó la firma editorial de música Novello & Co que lleva su nombre, ya que emitía partituras por suscripción desde su propia casa y continuó haciéndolo hasta que su hijo J. Alfred Novello asumió el negocio en 1829 a la temprana edad de diecinueve años. Antes de esta empresa, Alfred, como cantante de bajo, había realizado algunas actuaciones profesionales.
En 1836, Novello comenzó a publicar The Musical World, un periódico que fue el primero semanal dedicado a la música; su publicación continuó hasta 1891. En 1842, Novello adquirió The Musical Times and Singing Circular de Mainzer. Esto formó la base de The Musical Times and Singing Class Circular, publicado mensualmente desde 1844 y (como The Musical Times) aún en funcionamiento hoy en día.
Alfred Novello promovió y construyó el negocio hasta convertirlo en un gran éxito comercial, y se le atribuye como el primero en introducir partituras baratas (reduciendo el precio minorista en un factor de cuatro) y en apartarse del método de publicación por suscripción. Desde 1841, Henry Littleton asistió a Alfred Novello, convirtiéndose en socio en 1861 cuando la firma se convirtió en Novello & Co. Con la jubilación de Alfred y la finalización de la venta en 1866, Littleton se convirtió en único propietario. Después de haber incorporado la firma de Ewer & Co. en 1867, el título se cambió a Novello, Ewer & Co., y más tarde de nuevo a Novello & Co., y, con la muerte de Henry Littleton en 1888, sus dos hijos continuaron con el negocio.
Antes de su jubilación, Alfred Novello trabajó activamente en contra de la "tributación del conocimiento" en Gran Bretaña y desempeñó un papel importante en la derogación del impuesto sobre anuncios en 1853, la derogación del impuesto sobre periódicos en 1855, la derogación de los impuestos sobre papel y libros extranjeros, y la derogación del sistema de seguridad. Era amigo de Henry Bessemer.
Después de retirarse del negocio de la edición musical, Alfred Novello se trasladó a Génova y se dedicó a sus intereses en la Compañía Italiana de Riego, tocando y componiendo música para órgano, y al estudio de la hidrodinámica. Obtuvo varias patentes en la construcción naval y trabajó con William Froude. Falleció en Génova.